# Marmeaux
Marmeaux es una localidad y comuna francesa situada en la región de Borgoña, departamento de Yonne, en el distrito de Avallon y cantón de Guillon.

## Demografía
| 330 | 275 | 274 | 254 | 287 | 245 | 249 | 257 | 266 | 271 | 299 | 242 | 213 | 223 | 229 | 213 | 200 | 188 | 184 | 152 | 133 | 143 | 132 | 117 | 119 | 112 | 118 | 91 | 84 | 67 | 67 | 83 | 78 |
| Para los censos de 1962 a 1999 la población legal corresponde a la población sin duplicidades (Fuente: INSEE [Consultar]) |     |     |     |     |     |     |     |     |     |     |     |     |     |     |     |     |     |     |     |     |     |     |     |     |     |     |    |    |    |    |    |    |

Gráfica de la evolución de la población de la comuna desde 1793

## Lugares y monumentos

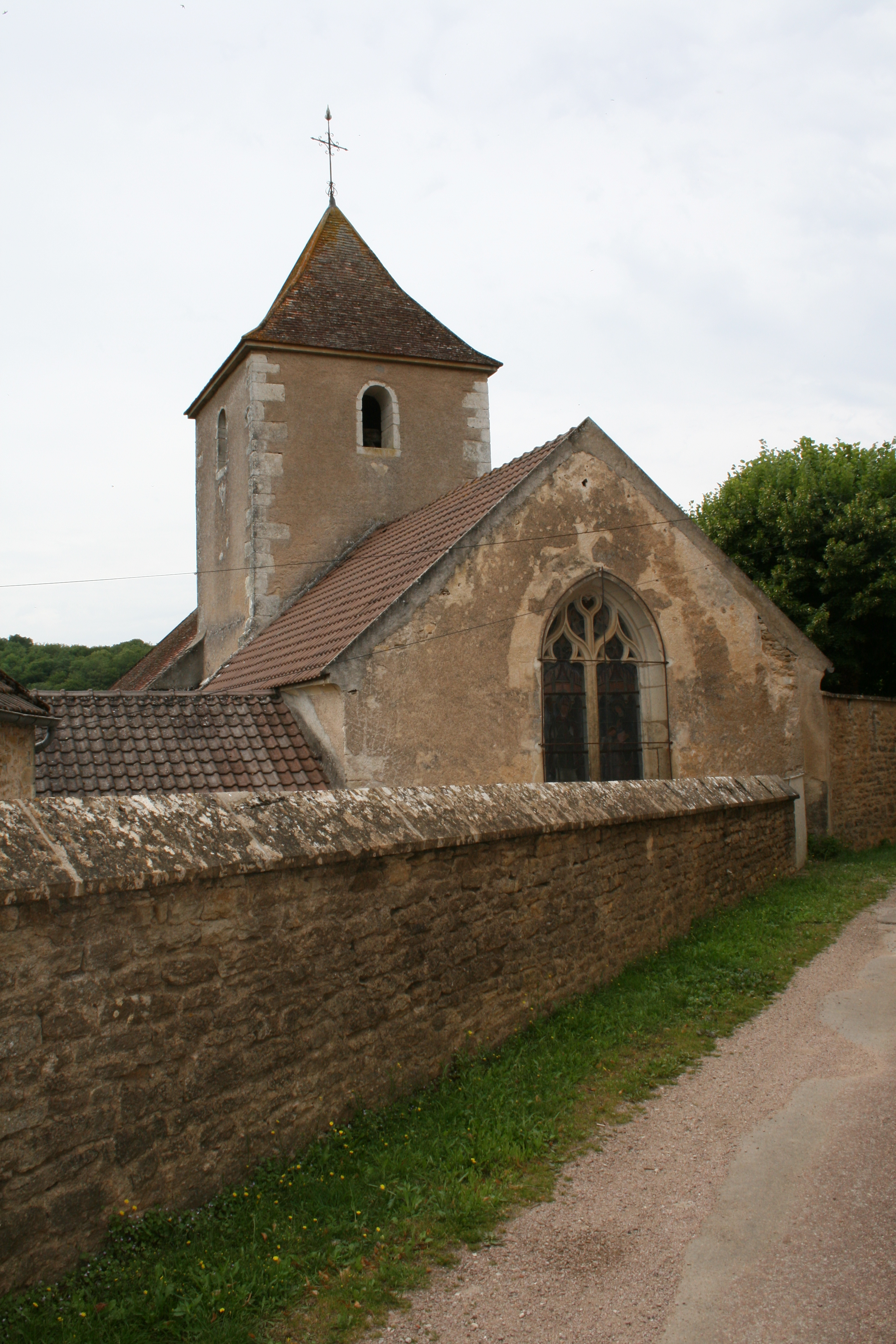
Iglesia de Saint Michel.
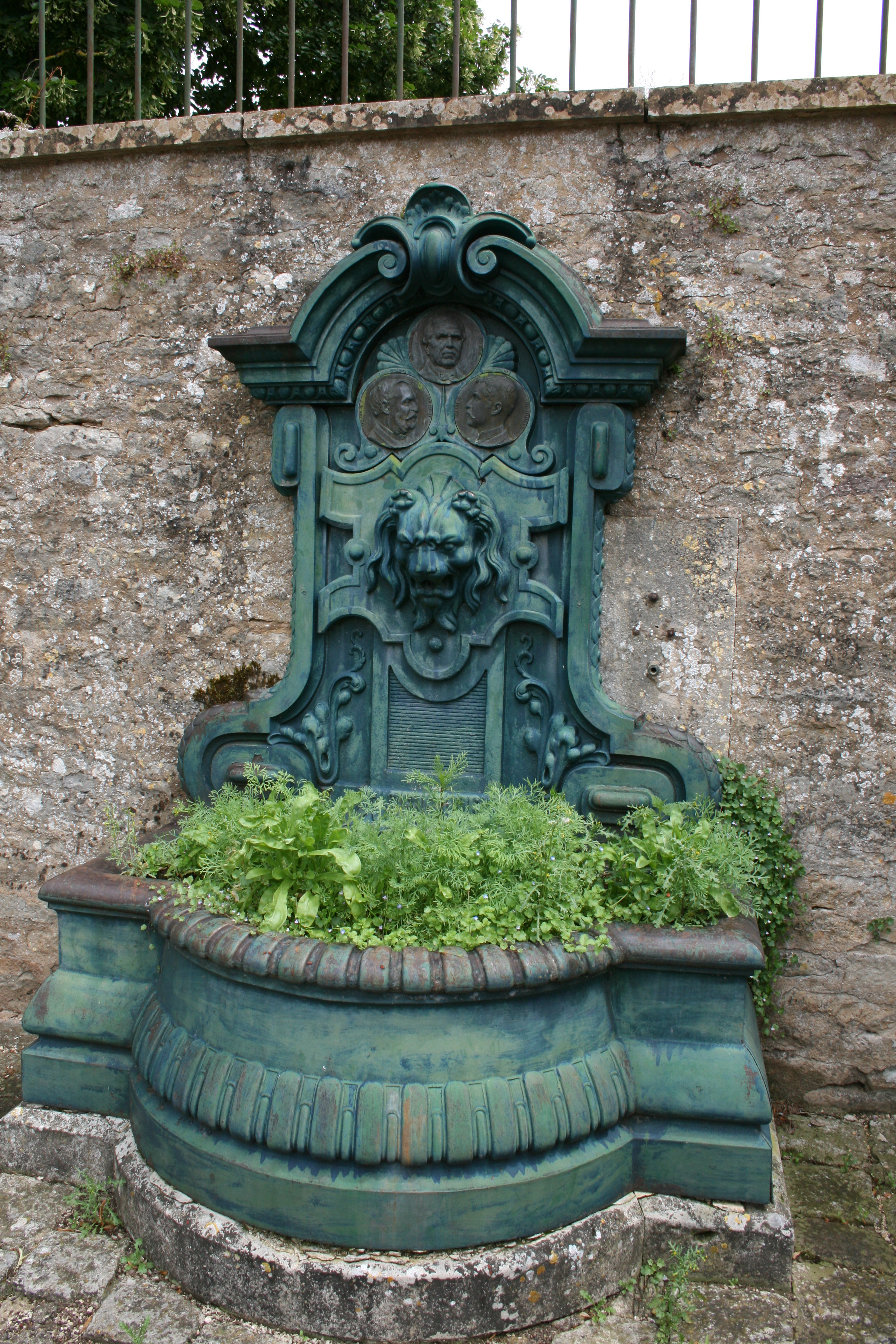
Fuente Garnier.
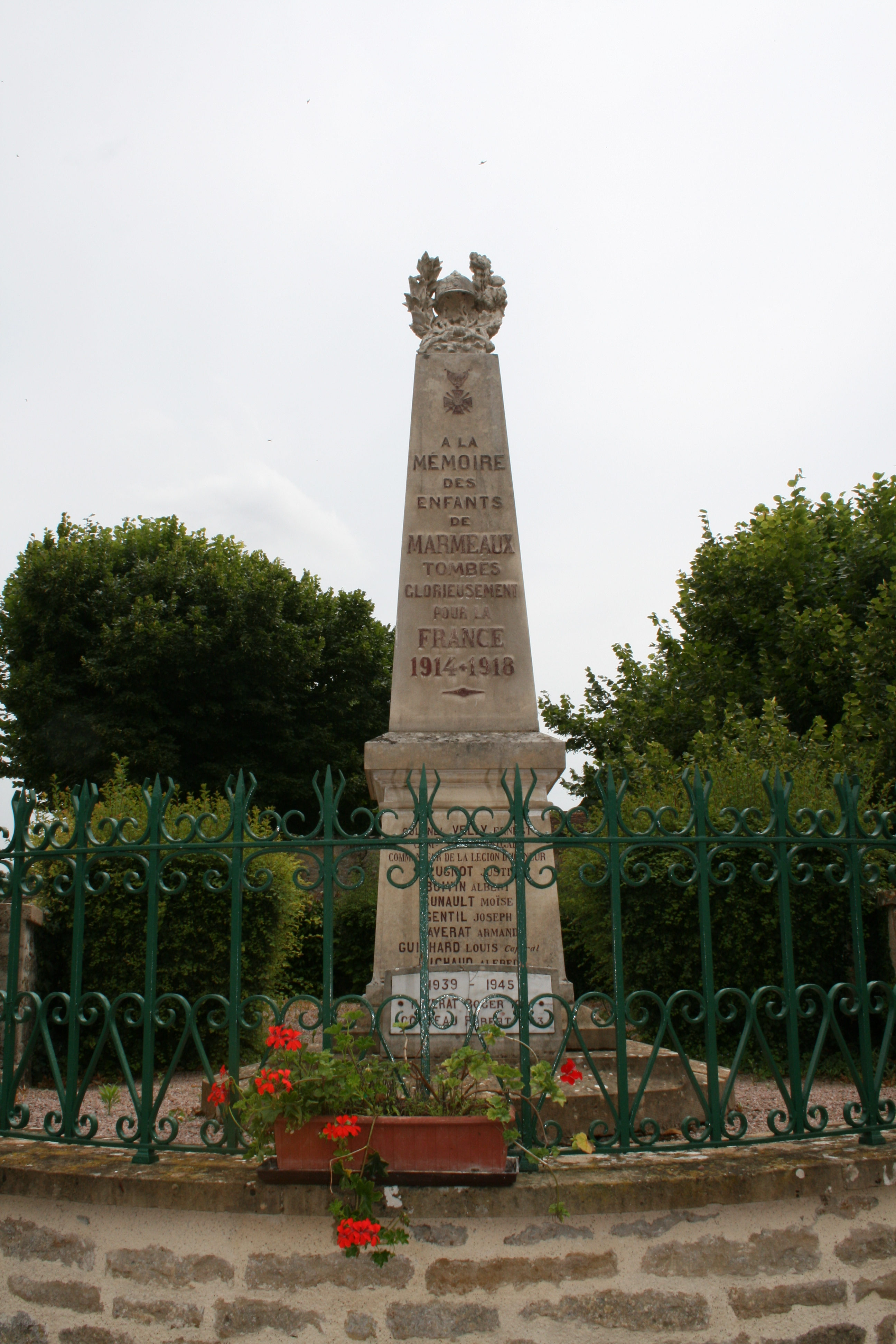
Monumento a los muertos.